# Jean-Baptiste Isabey
Jean-Baptiste Isabey, född den 11 april 1767 i Nancy, död den 18 april 1855 i Paris, var en fransk målare, far till Eugène Isabey.
Isabey gick i Davids skola, började under revolutionen måla porträtt och vann popularitet genom teckningarna  Avresan till hären, Återkomsten med flera. Sedan blev han det kejserliga hovets målare och utförde en mängd miniatyrporträtt, utmärkta av på en gång allvar och elegans.
Isabey utförde även målningar på porslin (Napoleon och hans marskalkar på en Sèvresvas), litografier och teckningar, bland annat teckningar till kostymer och till dekorativa anordningar. Bland hans kompositioner är Revy inför förste konsuln och Napoleon i trädgården vid Malmaison särskilt berömda.
Även efter restaurationen (1814) stannade Isabey i gunst hos de styrande. Han utförde bland annat en följd teckningar från Wienkongressen 1815. Isabey är representerad i Louvren, Versailles och andra franska museer. I kung Oskar II:s samlingar fanns förträffliga miniatyrporträtt av Napoleon, kejsarinnan Josephine, kejsarinnan Marie Louise, kungen av Rom, Desideria med flera.

## Utmärkelser
- Kommendör av Hederslegionen[1]
- Officer av Leopoldorden
- Brasiliens Kristusorden

[Redigera Wikidata]